# Palazzo Pretorio (Trento)
Palazzo Pretorio o Palazzo Vescovile è un edificio di Trento, situato in Piazza Duomo e oggi sede del museo diocesano tridentino.

## Storia
Il palazzo fu, tra il IX e XIII secolo, la residenza dei vescovi tridentini. La sua prima menzione come palatium episcopatus risale al 1071.

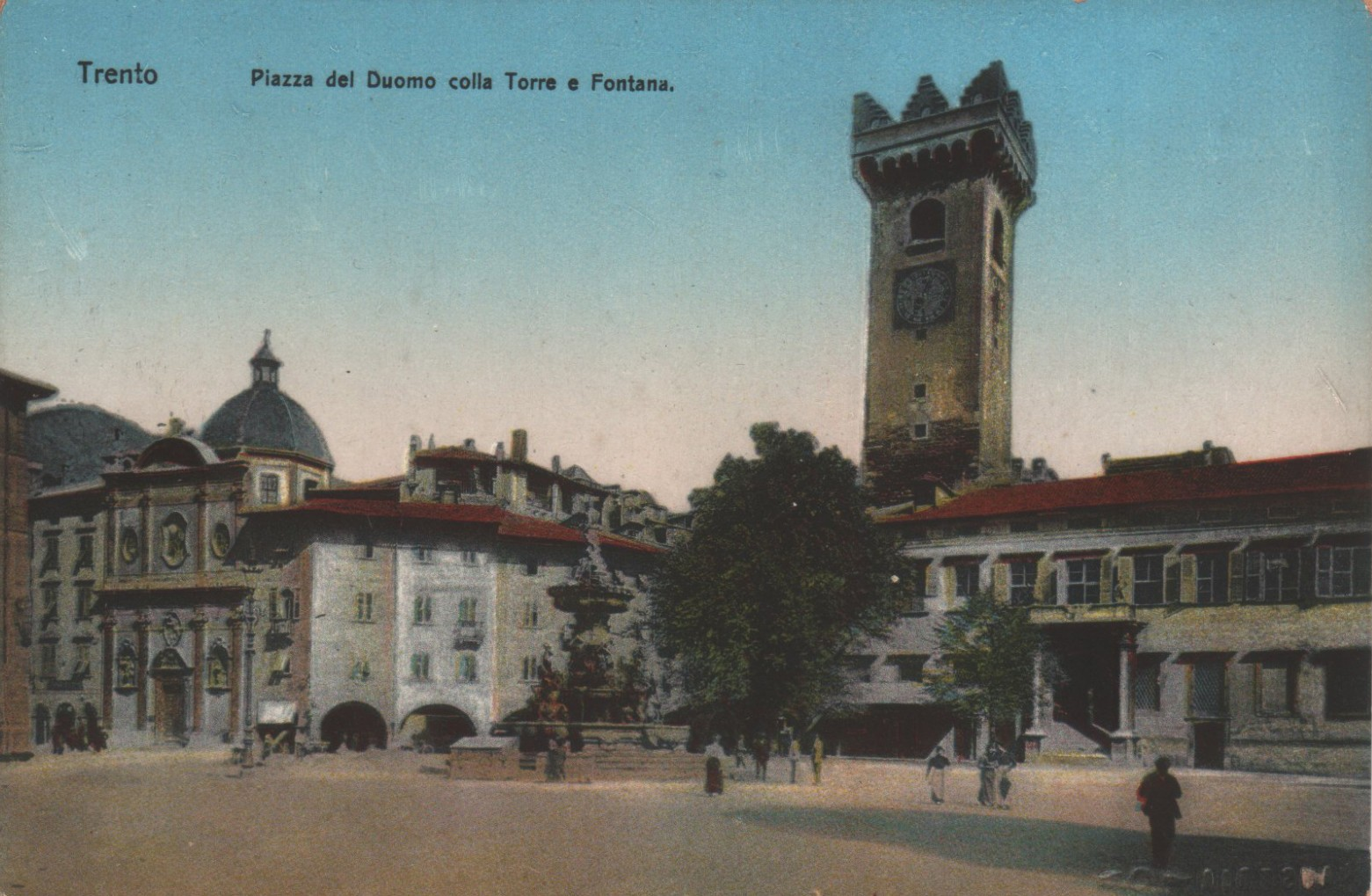
Cartolina del 1910 con la facciata modificata nel XVII secolo

Assunse il nome di Palazzo Pretorio per via della corte di Giustizia e del Pretore che qui ebbero sede dall'XI secolo. È anche citato come "Palazzo episcopale dove si rende giustizia", "Palazzo episcopale della città di Trento", "Palazzo Tridentino", "Palazzo del signor vescovo tridentino", "Palazzo del vescovo".
La residenza vescovile fu trasferita nel 1255 nella fortezza del Buonconsiglio dal vescovo Egnone di Appiano, determinando il progressivo abbandono dell'antico palazzo. Nel 1533 vi ebbe sede il Monte di Pietà per volere di Cristoforo Madruzzo; contemporaneamente ospitò anche i consoli della città e il Collegio dei dottori.
L'edificio fu restaurato nel 1676 per iniziativa di Sigismondo Alfonso Thun. I lavori cambiarono radicalmente l'originaria facciata romanica dell'edificio, che solo negli anni Cinquanta del secolo XX fu ripristinata secondo l'antico progetto. Nel 1963 il palazzo divenne sede stabile del Museo Diocesano Tridentino.